# Парусный спорт на летних Олимпийских играх 1960
Соревнования по парусному спорту на XVII летних Олимпийских играх в Риме, Италия проводились в пяти дисциплинах. Все дисциплины были открытыми (женщины могли выступать наравне с мужчинами).
Соревнования по парусному спорту проводились с 29 августа по 7 сентября 1960 года на акватории Неаполитанского залива.
Главным тренером Сборной СССР был Иван Петрович Лавров.

## Классы яхт
| Класс             | Тип          | Категория | Экипаж | Трапеция | Грот | Стаксель | Спинакер | Год первого участия в Играх | Количество участий в Играх |
| ----------------- | ------------ | --------- | ------ | -------- | ---- | -------- | -------- | --------------------------- | -------------------------- |
| Финн              | Швертбот     |           | 1      | 0        | +    | –        | –        | 1952                        | 3                          |
| Летучий голландец | Швертбот     |           | 2      | 1        | +    | +        | +        | 1960                        | 1                          |
| Звёздный          | Килевая яхта |           | 2      | 0        | +    | +        | –        | 1932                        | 6                          |
| Дракон            | Килевая яхта |           | 3      | 0        | +    | +        | +        | 1948                        | 4                          |
| 5,5 mR            | Килевая яхта |           | 3      | 0        | +    | +        | +        | 1952                        | 3                          |

 = Мужчины,  = Женщины,  = Открытый класс
- Олимпийские классы яхт 1960 года

## Медалисты
| Дисциплина                                              | Золото                                                                         | Серебро                                                                        | Бронза                                                                       |
| ------------------------------------------------------- | ------------------------------------------------------------------------------ | ------------------------------------------------------------------------------ | ---------------------------------------------------------------------------- |
| 5.5 mR Килевая яхта 19 яхт в классе                     | США · Minotaur · Джордж О’Дэй · Джеймс Хант · Дэвид Смит                       | Дания · Web II · Уильям Бернстен · Сёрен Ханке · Стен Христиансен              | Швейцария · Ballerina IV · Анри Коппоне · Манфред Метцгер · Пьер Жирар       |
| Дракон Килевая яхта 27 яхт в классе                     | Греция · Nirefs · Кронпринц Константин · Одиссеус Эскитзоглу · Георгиос Займис | Аргентина · Tango · Хорхе Салас Чавес · Эктор Калегарис · Хорхе дель Рио Салас | Италия · Venilia · Антонио Козентино · Антонио Чичильяно · Джулио Де Стефано |
| Летучий голландец двухместный швертбот 31 яхта в классе | Норвегия · Sirene · Педер Лунде мл. · Бьёрн Бергвалль                          | Дания · Skum · Ханс Фог · Оле Эрик Петерсен                                    | ГДР/ФРГ Macky VI Рольф Мулька Инго фон Бредов                                |
| Финн одноместный швертбот 35 яхт в классе               | Дания · 167 · Пауль Эльвстрём                                                  | СССР · 163 · Александр Чучелов                                                 | Бельгия · 145 · Андре Нелис                                                  |
| Звёздный двухместная килевая яхта 26 яхт в классе       | СССР · Tornado · Тимир Пинегин · Фёдор Шутков                                  | Португалия · Ma Lindo · Мариу Кина · Жозе Мануэл Кина                          | США · Shrew II · Уильям Паркс · Роберт Галперин                              |

## Страны
| № | Страна     | Золото | Серебро | Бронза | Медали |
| 1 | Дания      | 1      | 2       | 0      | 3      |
| 2 | СССР       | 1      | 1       | 0      | 2      |
| 3 | США        | 1      | 0       | 1      | 2      |
| 4 | Греция     | 1      | 0       | 0      | 1      |
| 4 | Норвегия   | 1      | 0       | 0      | 1      |
| 6 | Аргентина  | 0      | 1       | 0      | 1      |
| 6 | Португалия | 0      | 1       | 0      | 1      |
| 8 | Бельгия    | 0      | 0       | 1      | 1      |
| 8 | ГДР/ФРГ    | 0      | 0       | 1      | 1      |
| 8 | Италия     | 0      | 0       | 1      | 1      |
| 8 | Швейцария  | 0      | 0       | 1      | 1      |

## Факты
- 32-летний датчанин Пауль Эльвстрём выиграл золото на четвёртой Олимпиаде подряд.
- Тимир Пинегин и Фёдор Шутков выиграли первое олимпийское золото по парусному спорту в истории СССР.